# Labdával kapcsolatos szabályok a labdarúgásban

## Tulajdonságok és méretek
A labda gömbölyű, bőrből vagy más alkalmas anyagból készült, a kerülete 70 cm-nél nem több és 68 cm-nél nem kevesebb, a mérkőzés kezdetén a súlya nem több 450 g-nál és nem kevesebb 410 g-nál, a benne levő levegőnyomás (tengerszinten) 0,6-1,1 atmoszféra (600-1100 g/köbcentiméter) között van.

### Alkalmatlanná vált labda helyettesítése
Ha a labda a mérkőzés folyamán kipukkad vagy alkalmatlanná válik:
- a játékot meg kell szakítani,
- a játékvezető ellenőrzi a cserelabdát,
- a játékot játékvezetői labdaejtéssel kell folytatni ott, ahol az előző labda alkalmatlanná vált. Ha a labdaejtésre a játék olyan megszakítása után kerül sor, amikor a labda a kapuelőtéren volt, akkor a játékvezetői labdaejtésre a kapuelőteret határoló, a kapuvonallal párhuzamos vonalnak azon a pontján kell elvégezni, amelyik a legközelebb esik ahhoz a helyhez, ahol a labda a megszakítás pillanatában volt.

Ha a labda, akkor pukkad ki vagy válik alkalmatlanná, amikor nincs játékban, kezdőrúgásnál, szögletrúgásnál, szabadrúgásnál, büntetőrúgásnál, bedobásnál vagy labdaejtésnél:
- a játékvezető ellenőrzi a cserelabdát,
- a játékot az alkalmatlanság előtti eseménynek megfelelően kell folytatni.

A labdát a mérkőzés folyamán csak a játékvezető engedélyével lehet kicserélni.

### Az International Board döntvényei
1. döntvény: Bajnoki vagy kupamérkőzéseken csak olyan labdák használhatók, amelyek megfelelnek a II. szabályban meghatározott minimális technikai követelményeknek.
A FIFA és a kontinentális szövetségek mérkőzésein csak olyan labdák használhatók, amelyeken fel van tüntetve az alábbi megnevezések egyike:
- A hivatalos „FIFA APPROVED” /”a FIFA által jováhagyott”/ jelzés,
- A hivatalos „FIFA INSPECTED” /”a FIFA által ellenőrzött”/ jelzés,
- „INTERNATIOANAL MATCHBALL STANDARD” /”Nemzetközi mérkőzéslabda szabvány”/, amihez más, a FIFA által megkövetelt és a megfelelő technikai színvonalra utaló jelzés is járulhat.

E megnevezés jelzi, hogy a labda szükséges ellenőrzése megtörtént, és hogy a labda, a II. szabály minimum-előírásain felül, megfelel a fenti kategóriáknak. Az ellenőrzést végző intézeteket a FIFA hagyja jóvá. A nemzeti szövetségek vagy a bajnokságok /tornák/ szabályai előírhatják a fenti jelzésű labdák használatát. Minden más mérkőzésen a labdának ki kell elégítenie a II. szabály előírásait.
2. döntvény: A FIFA, a kontinentális szövetségek és a nemzeti szövetségek által szervezett versenyeken semmilyen hirdetés nem engedélyezett a labdán, kivéve a bajnokság /torna/ szervezőjének emblémáját és a gyártó engedélyezett védjegyét. A versenyszabályok korlátozhatják az ilyen jelek méretét és számát.

### Magyarázat a szabályponthoz
A labda gömb alakú, külső bevonata bőrből vagy más engedélyezett anyagból készülhet. Semmiféle olyan anyagot nem tartalmazhat, amely a játékosok testi épségét veszélyezteti. A labda színe nincs meghatározva, volt idő, amikor barna, majd sárga volt, az esti mérkőzések miatt fehér, ezt pettyekkel színesítették. Bármilyen színű vagy pettyes labdával is lehet játszani, de a talaj színétől eltérőnek kell lennie /zöld füvön nem lehet zöld színű, fehér hóban nem játszható fehér labdával/.
A nemzeti szövetségek is előírhatják, hogy csak olyan labdák használhatók, amit a FIFA engedélyez a nemzetközi mérkőzéseken. Hazánkban erre nincs külön előírás, így bármely sportlabda készítő gazdasági szervezet által forgalmazott, de a szabályi feltételeknek megfelelő labda használható a bajnoki vagy egyéb mérkőzéseken.
Nem kezdhető meg a játék olyan labdával, amely nem felel meg a szabályi előírásoknak, még akkor sem, ha a rendező egyesület ígéretet tesz arra, hogy rövidesen lesz megfelelő labdájuk. Ha a mérkőzésen -a játékvezető engedélyével- kicserélik a labdát, az új labda marad játékba akkor is, ha a kicserélt labda ismét alkalmassá vált a játékra, illetve visszakerült. Ha kezdőrúgás, büntetőrúgás, szögletrúgás, kirúgás vagy bedobás alkalmával a labda kipukkad, akkor a cselekményt, a labda szabályos játékbahozását az új labdával meg kell ismételni. Ha azonban közben érte a kapufát, egy játékost vagy a játékvezetőt, a játékot játékvezetői labdával kell folytatni.
Ha a játékra alkalmatlan labdát a mérkőző csapatok nem tudják szabályszerű labdával pótolni, akkor a várakozási idő letelte /öt perc/ után a játékvezető szakítsa félbe a mérkőzést. A játékvezető ebben a kérdésben is rugalmasan, mindig a sportjáték érdekeit szem előtt tartva kell, hogy döntését a vitás esetre meghozza. A cél minden esetben az, hogy felesleges költségekkel ne növeljük a csapatok kiadásait, figyeljünk arra, hogy a játékosok játszani, a nézők pedig szórakozni, szurkolni tudjanak.
A rendező sportegyesületnek célszerű labdaszedőkről gondoskodni, hogy a labda gyors játékba hozását semmi ne akadályozza. A tartalék labdát a hálóban nem szabad tartani, helye a felezővonal magasságában, kb. egy méter távolságra az oldalvonaltól van. Több cserelabda esetén ezeket a két kapu mögött, a felezővonalnál, az oldalvonal találkozásának két pontjánál helyezik el, vagy az oldalvonal mellett helyezkedő labdaszedőknél van.

### A labda biztosítása, ellenőrzése, kicserélése
A mérkőzésre a rendező sportszervezet biztosítja a labdát. Köteles legalább két szabályszerű, használható labdáról gondoskodni. A labda kerülete 68-70 cm között változhat. Külső burkolata bőr, amelyen nem szabad olyan anyagnak, résznek lennie, amely sérülést okozhat. A labda súlya 410-450 gramm között változhat.
A játékvezető a mérkőzés megkezdése előtt köteles ellenőrizni, hogy a labdák szabályszerűek, alkalmasak-e játékra:
- ha a rendező sportszervezet nem tud szabályszerű labdát biztosítani, az ellenfélnek pedig nincs labdája, a játékvezető várakozási idő leteltével játék nélkül lefújja a mérkőzést. Ebben az esetben a mérkőzés elmaradásáért a pályaválasztó a felelős.
- ha a vendégcsapat rendelkezik játékra alkalmas labdával, köteles azt a játékvezetőnek átadni, hogy a mérkőzés labda hiánya miatt ne maradjon el. Ha a vendégcsapat nem adja oda labdáját a mérkőzés lejátszásához, akkor mindkét sportszervezetet vétkesnek kell tekinteni a mérkőzés elmaradásáért. A mérkőzést lejátszottnak kell tekinteni azzal, hogy pontot egyik csapat sem kap.

Kizárólag a játékvezető hatáskörébe tartozik annak megállapítása, hogy a labda játékra alkalmas-e.
- ha a mérkőzés közben a labda elveszti rugalmasságát, a játékvezető köteles azt kicserélni.
- ha a mérkőzés közben a labda súlya nedvesség következtében megnövekedett, akkor a játékvezető kicserélheti.
- ha a mérkőzés befejezése előtt a labda használhatatlanná válik, és sem a pályaválasztó, sem a vendégcsapat nem tud pótlásról gondoskodni, a mérkőzést félbe kell szakítani. A félbeszakadt mérkőzés ügyében a rendező szövetség dönt.

Ha bármelyik csapat vezetője, játékosa szándékosan megrongálja a labdát, és az ennek következtében válik használhatatlanná, a vétkes személy sportszervezetét el kell marasztalni a mérkőzés félbeszakadásáért. A vétkes személy ellen - ha a sportszervezeti tag – fegyelmi úton is el kell járni, továbbá kötelezni kell a labda árának megtérítésre.

### Az ellenőr feladata a szabálypontnál
Az ellenőrnek nem feladata a labda alkalmasságának elbírálása, ez kizárólag a játékvezető hatásköre. Az ellenőr feladata, hogy ellenőrizze a játékvezető szabályszerű tevékenységét labdacserénél, új labda játékba hozatalánál, ennek következtében ellenőrizze a játék folytatásának szabályszerűségét. Ha van tartalék-játékvezető, akkor annak szabályszerű közreműködését köteles ellenőrizni új labda biztosítása esetén. Észrevételeit a mérkőzés végén beszélje meg a játékvezetőkkel, szükség szerint jelentésében rögzítse megállapításait.